# Die Schergen des Midas
Die Schergen des Midas (Im Original: Los favoritos de Midas) ist eine sechsteilige spanische Drama-Miniserie aus dem Jahr 2020, die am 13. November 2020 von Netflix als Netflix Original veröffentlicht wurde. Die Serie basiert auf der gleichnamigen Kurzgeschichte von Jack London.

## Handlung
Der erfolgreiche Geschäftsmann Victor Genovés bekommt einen mit Wachssiegel versehenen Brief in sein Büro zugestellt. In diesem Brief wird er aufgefordert 50 Millionen Euro an eine ihm unbekannte Person zu zahlen. Sollte er das verlangte Lösegeld nicht bezahlen, drohen die unbekannten Verfasser, die sich selbst als die Schergen von Midas bezeichnen, zu festgelegten Zeitpunkten wahllos einen Menschen zu töten. Sowohl die Presse als auch die Polizei weiß um den Inhalt des Briefs, was Victor vermuten lässt, dass auch seine Familie in Gefahr schwebt.

## Besetzung und Synchronisation
Die deutschsprachige Synchronisation entstand nach dem Dialogbuch und unter Dialogregie von Stephan Rabow im Auftrag der VSI Synchron in Berlin.
| Rolle                   | Darsteller       | Synchronsprecher  |
| ----------------------- | ---------------- | ----------------- |
| Víctor Genovés          | Luis Tosar       | Tommy Morgenstern |
| Mónica Báez             | Marta Belmonte   |                   |
| Luis                    | Carlos Blanco    | Lutz Schnell      |
| María José              | Marta Milans     | Natascha Geisler  |
| Laura                   | Bea Segura       |                   |
| Inspektor Alfredo Conte | Guillermo Toledo | Frank Röth        |
| Mauro                   | Adolfo Fernández |                   |
| Javier                  | Pepe Ocio        |                   |
| Alfad                   | Ahmed Boulane    |                   |

## Hintergrund
Die Schergen des Midas ist eine Adaption der 1901 veröffentlichten gleichnamigen Kurzgeschichte von Jack London.
Ende Oktober 2020 wurde der erste Trailer veröffentlicht. Die Veröffentlichung aller sechs Folgen der Miniserie war am 13. November 2020 auf Netflix.

## Episodenliste
| Nr.                                                                         | Deutscher Titel | Originaltitel | Regie     | Drehbuch                                                 |
| --------------------------------------------------------------------------- | --------------- | ------------- | --------- | -------------------------------------------------------- |
| 1                                                                           | Das Dilemma     | Dilema        | Mateo Gil | Mateo Gil und Miguel Barros                              |
| 2                                                                           | Der Zufall      | Azar          | Mateo Gil | Mateo Gil, Miguel Barros, Arantxa Cuesta und David Muñoz |
| 3                                                                           | Die Schuld      | Culpa         | Mateo Gil | Mateo Gil, Miguel Barros, Arantxa Cuesta und David Muñoz |
| 4                                                                           | Die Kluft       | Grieta        | Mateo Gil | Mateo Gil und Miguel Barros                              |
| 5                                                                           | Der Ausweg      | Salida        | Mateo Gil | Mateo Gil und Miguel Barros                              |
| 6                                                                           | Der Kampf       | Lucha         | Mateo Gil | Mateo Gil und Miguel Barros                              |
| Alle Folgen wurde weltweit am 13. November 2020 auf Netflix veröffentlicht. |                 |               |           |                                                          |

## Rezeption
Oliver Armknecht vergibt 7 von 10 Punkten und schreibt für Film-Rezensionen.de, dass die Serie an Die Brücke – Transit in den Tod erinnere. Aus seiner Sicht sei sie durchaus sehenswert, auch weil das moralische Dilemma gut behandelt werde. Er kritisiert jedoch, dass die Story zuweilen nicht voran komme und das Ende typisch Netflix sei, auch wenn damit Lust auf eine zweite (nicht vorgesehene) Staffel gemacht werde.